# مت کارمایکل (بازیکن فوتبال)
مت کارمایکل (انگلیسی: Matt Carmichael؛ زادهٔ ۱۳ مهٔ ۱۹۶۴) بازیکن فوتبال اهل بریتانیا است.
از باشگاه‌هایی که در آن بازی کرده‌است می‌توان به باشگاه فوتبال منزفیلد تاون، باشگاه فوتبال دونکستر راورز، باشگاه فوتبال پرستون نورث اند، باشگاه فوتبال دارلینگتون، باشگاه فوتبال سالزبری سیتی، باشگاه فوتبال لینکولن یونایتد، باشگاه فوتبال بروملی، باشگاه فوتبال اسکانتورپ یونایتد، باشگاه فوتبال لینکولن سیتی، باشگاه فوتبال استمفورد، باشگاه فوتبال ویسبچ، باشگاه فوتبال بیزینگ‌استوک تاون، باشگاه فوتبال بوستون یونایتد، باشگاه فوتبال بارنت، باشگاه فوتبال گرنثم تاون، باشگاه فوتبال تورون پالوسئورا، باشگاه فوتبال وایکام واندررز، و باشگاه فوتبال آیلزبری یونایتد اشاره کرد.